# 石本貞直
石本 貞直（いしもと さだなお、1888年（明治21年）2月18日 - 1965年（昭和40年）8月30日）は、大日本帝国陸軍軍人。最終階級は陸軍中将。功四級

## 経歴
1888年（明治21年）に高知県で生まれた。陸軍士官学校第22期卒業。1937年（昭和12年）8月に陸軍歩兵大佐に進級し、9月に歩兵第1連隊留守隊長に就任した。1938年（昭和13年）に台湾歩兵第1連隊長を経て、1939年（昭和14年）8月に陸軍少将に進級し、留守第11師団司令部附となった。
同年10月に第40歩兵団長に転じ、日中戦争に出動。宜昌作戦に参加した。1940年（昭和15年）に第4歩兵団長に転じ、1941年（昭和16年）に第62独立歩兵団長を経て、1943年（昭和18年）に釜山要塞司令官兼釜山陸軍軍需輸送統制部長に就任した。1944年（昭和19年）5月に陸軍中将に進級し、新設された第50師団長に親補される。台湾・屏東で終戦を迎えた。
1948年（昭和23年）1月31日、公職追放仮指定を受けた。

## 栄典
勲章
- 1935年（昭和10年）2月8日  - 勲三等瑞宝章[4]
- 1940年（昭和15年）8月15日 - 紀元二千六百年祝典記念章[5]